# Таємниця Раґнарока
«Таємниця Раґнарока» — норвезька пригодницька стрічка про археолога, який з командою дістався віддаленої печери, в якій вони випадково розбудили величезне створіння.

## Сюжет
Сігурд і його дружина тривалий час працювали над вивченням вікінгів. Після смерті жінки п'ять років тому він сам виховував дітей. Його робота над проектом не дуже просувалася. Значні зрушення відбулися після знахідки друга Сігурда, Аллана, напису на камені та порожнину, в яку підійшов залишок корабля. Це дало змогу розшифрувати значення рун і побачити карту місцевості, де, можливо, заховані скарби та реліквії. Зібравши родину та кілька друзів, головний герой вирушає на північ Норвегії, де багато десятиліть ніхто не мешкає.
У визначеному місці команда знаходить єдине озеро, яке оточує невеличкий острів. Діставшись плотами острова, вони знаходять печеру. У печері група помічає різні предмети вікінгів. Крім того, Сігурд й Аллан натрапляють на масове захоронення не тільки з стародавніх часів, а й російських солдатів. Сігурд розуміє, що напис — не карта, а попередження доньки короля, Оси. У воді з'являється величезне створіння для археолога стає зрозумілими останні нерозгадані частини тексту, які стосувались цього змія. Команда потерпає від небезпечних нападів створінь. Сігурд вирішує залишити щойно народженого змія, що відводить небезпеку від всіх.

## У ролях
| Актор                         | Роль            |
| ----------------------------- | --------------- |
| Пол Сверре Гаґен              | Сігурд Свендсен |
| Софія Хелін                   | Елізабет        |
| Ніколай Клеве Брош            | Аллан           |
| Бйорн Сундквіст               | Лейф            |
| Марія Аннетте Тандере Берглід | Рагнхільд       |
| Джуліан Подольскі             | Браге           |
| Йенс Хультен                  | король вікінгів |
| Тер'є Стремдаль               | директор музею  |
| Вєра Руді                     | Оса             |
| Маріка Енстад                 | спонсор         |
| Карре Хаген Сіднесс           | спонсор         |
| Ріна Келлі                    | Марен           |
| Стефан Кронволл               | вікінг          |

## Створення фільму

### Виробництво
Зйомки фільму проходили в Осло, Норвегія.

### Знімальна група
- Кінорежисер — Міккел Бренне Сандемус
- Сценаристи — Джон Каре Раке, Ар'є Хейденстром
- Кінопродюсери — Боб Леві, Леслі Моренштейн, Джон Морріс
- Композитор — Магнус Бейте
- Кінооператор — Деніел Волдгейм
- Кіномонтаж — Крістіан Цібергерц
- Художник-постановник — Мартін Гант
- Артдиректор — Мартін Гант
- Художник з костюмів — Марі Флікт
- Підбір акторів — Яннеке Бервел[6].

## Сприйняття

### Критика
Фільм отримав змішані відгуки. На сайті Rotten Tomatoes оцінка стрічки становить 69 % на основі 13 відгуків від критиків (середня оцінка 5,8/10) і 43 % від глядачів із середньою оцінкою 3,1/5 (756 голосів). Фільму зарахований «стиглий помідор» від кінокритиків та «розсипаний попкорн» від глядачів, Internet Movie Database — 5,9/10 (6 456 голосів), Metacritic — 49/100 (4 відгуки від критиків) і 3,7/10 (9 відгуків глядачів).

### Номінації та нагороди
| Нагороди та номінації фільму «Таємниця Раґнарока» | Нагороди та номінації фільму «Таємниця Раґнарока» | Нагороди та номінації фільму «Таємниця Раґнарока» | Нагороди та номінації фільму «Таємниця Раґнарока»                            | Нагороди та номінації фільму «Таємниця Раґнарока» | Нагороди та номінації фільму «Таємниця Раґнарока» |
| Рік                                               | Кінофестиваль/кінопремія                          | Категорія/нагорода                                | Номінант                                                                     | Результат                                         |                                                   |
| ------------------------------------------------- | ------------------------------------------------- | ------------------------------------------------- | ---------------------------------------------------------------------------- | ------------------------------------------------- | ------------------------------------------------- |
| 2014                                              | «Аманда»                                          | Найкращі візуальні ефекти                         | Єппе Н. Крістенсен, Іван Кондрап Єнсен, Рікке Говгард Йоргенсен, Арне Каупан | Перемога                                          |                                                   |
| 2014                                              | «Аманда»                                          | Вибір народу                                      | «Таємниця Раґнарока»                                                         | Перемога                                          |                                                   |
| 2014                                              | «Аманда»                                          | Найкраща операторська робота                      | Деніел Волдгейм                                                              | Номінація                                         |                                                   |
| 2014                                              | «Аманда»                                          | Найкращий монтаж                                  | Крістіан Цібергерц                                                           | Номінація                                         |                                                   |
| 2014                                              | «Аманда»                                          | Найкращий звуковий дизайн                         | Крістіан Сконнінг                                                            | Номінація                                         |                                                   |
| 2014                                              | «Аманда»                                          | Найкраща робота художника-постановника            | Мартін Гант                                                                  | Номінація                                         |                                                   |
| 2014                                              | Інтернаціональний кінофестиваль у Тронгеймі       | Найкращий звуковий дизайн                         | Крістіан Сконнінг                                                            | Перемога                                          |                                                   |
| 2014                                              | Інтернаціональний кінофестиваль у Тронгеймі       | Найкраща робота художника-постановника            | Мартін Гант                                                                  | Номінація                                         |                                                   |
| 2015                                              | «Сатурн»                                          | Найкраще DVD/Blu-Ray-видання фільму               | «Таємниця Раґнарока»                                                         | Номінація                                         |                                                   |